# Anthony Grey (comte de Harold)
Anthony Grey, 3e baron Lucas, titré comte d'Harold (21 février 1695 - 21 juillet 1723) est un pair et courtisan britannique.

## Biographie
Il est le fils aîné d'Henry Grey (1er duc de Kent), et de sa femme, Jemima Crew.
Le 17 février 1718, il épouse Mary Tufton, une fille et cohéritière de Thomas Tufton (6e comte de Thanet), par sa femme Catharine Cavendish.
Il est appelé à la Chambre des lords, par bref d'accélération dans la baronnie de son père Lucas, le 8 novembre 1718.
Lord Harold est un lord de la chambre à coucher de George, prince de Galles, futur roi George II, de 1720 jusqu'à sa mort en 1723, à l'âge de 28 ans, étouffé par un épi d'orge, dont la barbe est restée coincée dans sa gorge . Il n'a pas d'enfants, donc son titre est revenu à son père et sa femme se remarie à John Leveson-Gower (1er comte Gower).